# Марко Поло (фильм, 1975)
«Марко Поло» (кит. трад. 馬哥波羅, палл. Ма Гэ Бо Ло, англ. Marco Polo) — боевик 1975 года гонконгского производства. Постановщиком фильма выступил Чжан Чэ, чья режиссёрская фильмография на момент релиза насчитывала картины производства студии братьев Шао с участием таких актёров, как Джимми Ван, Дэвид Цзян, Ти Лун.

## Сюжет
Сопровождаемый своим дядей, итальянский путешественник Марко Поло, получает аудиенцию у монгольского хана Хубилая в Китае. Гостей развлекают турниром по боевым искусствам. Впоследствии Поло назначен губернатором Янчжоу и получает разрешение путешествовать по разным уголкам страны.
Два воина-ханьца, Цзинь Дянь и Цзу Цзяньмин, предпринимают попытку ворваться в дворец, чтобы убить Хубилая, но получают отпор со стороны трёх искусных воинов-бойцов императора и погибают в последовавшей схватке.
Монголы под предводительством Поло берут в плен жену Цзяньмина, Ванжун, но терпят неудачу в попытке заполучить от неё информацию по поводу покушения на императора. Во время конвоирования в Янчжоу Ванжун спасают четверо кровных братьев Цзяньмина — Ли Сюнфэн, Чжоу Синчжун, Хуан Цзунхань и Чэнь Цзе. Вместе они отправляются в деревне Тяньдао, чтобы изучать боевые искусства у главы деревни Ван Дао, известного знатока в боевых искусствах, также приходящегося отцом Ванжун.
Между тем, узнав, что жена Цзяньмина с его сообщниками нашли убежище в Тяньдао, Поло наносит визит к главе деревни. Гость что-то подозревает, но решает не предпринимать никаких действий до более позднего срока.
Спустя несколько месяцев Поло планирует отправить отряд воинов штурмовать Тяньдао, но перед этим Поло ещё раз наведывается в поселение. По прибытии он становится свидетелем празднеств, устроенных жителями деревни. Итальянца очень впечатляет решимость ханьцев свергнуть монгольских тиранов, поэтому он предупреждает их о надвигающемся рейде.
При помощи навыков бойцов, достигших совершенства в боевых искусствах, и используя Поло в качестве заложника, чтобы выманить часть войск подальше, местные жители преуспевают в отражении атаки. Во время битвы кровные братья Цзяньмина расправляются с тремя монгольскими воинами и мстят за смерть брата.

## В ролях
| Актёр           | Роль                          |
| --------------- | ----------------------------- |
| Фу Шэн          | Ли Сюнфэн                     |
| Ци Гуаньцзюнь   | Чжоу Синчжун                  |
| Ши Сы           | Ванжун                        |
| Ричард Харрисон | Марко Поло                    |
| Брюс Тхон       | Хуан Цзунхань                 |
| Лён Каянь       | Цайдалу                       |
| Джонни Ван      | Дулидань                      |
| Гордон Лю       | Абулахуа                      |
| Дин Хуачун      | младший брат Цзу Цзяньмина    |
| Го Чжуй         | Чэнь Цзе                      |
| Лу Ди           | глава деревни Тяньдао Ван Дао |
| Картер Хуан     | Цзу Цзяньмин                  |
| Тан Такчхён     | Цзинь Дянь                    |
| Хань Цзян       | глава Лу из Янчжоу            |
| Шао Гуанпу      |                               |
| Чжан Ифэй       | учитель Хуан Цзунханя         |
| Ли Ин           | учитель Ли Сюнфэна            |
| Ли Тунчунь      | монгольский хан Хубилай       |
| Чэнь Хуэйлоу    | Юнь Лифань                    |

## Восприятие
Картина снискала смешанные отзывы кинокритиков.